# Uhlířská Lhota
Uhlířská Lhota là một làng thuộc huyện Kolín, vùng Středočeský, Cộng hòa Séc.